# Data Source Name
DSN es una palabra abreviada del inglés (Data Source Name)        (en español, Nombre Fuente de datos o Nombre de origen de datos), que representa todo lo relativo a una fuente de datos configurada por el usuario para conectarse a una Base de datos. Es decir, por cada conexión que el usuario quiera establecer con algún(os) fabricante(s), tiene que especificar una serie de información que permitan al Controlador o Driver saber con qué fabricante(s) se tiene que conectar y la cadena de conexión que tiene que enviarle a dicho fabricante(s) para establecer la conexión con la fuente de datos ODBC accedida por el proveedor en cuestión
Dentro del ODBC, se debe crear un DSN (Data Source Name) de tipo sistema o usuario. Para ello nos colocamos en la solapa correspondiente (DSN sistema o DSN usuario) y seleccionamos "Añadir". A continuación se nos pedirá seleccionar Driver de la aplicación que hemos utilizado para crear la base de datos, el nombre que le queremos asignar (aquel que empleemos en nuestros scripts) y el camino para encontrarla en el disco duro. 
Esta DSN permite en realidad definir la base de datos que será interrogada sin necesidad de pasar por la aplicación que hayamos utilizado para construirla, es decir, con simples llamadas y órdenes desde un programa podremos obtener los datos que buscamos sin necesidad de ejecutar el manejador de la base de datos como Microsoft Access o el MySQL los cuales, evidentemente, no tendrán por qué encontrarse en el servidor donde trabajemos.